# كريستيان زاباتا
كريستيان زاباتا أدواردو فالنسيا (بالإسبانية: Cristián Zapata)‏ (من مواليد 30 سبتمبر 1986) من كولومبيا لاعب كرة قدم. يلعب حاليا في أي سي ميلان في مركز خط الدفاع.
وقع زاباتا لنادي أودينيزي في 31 اغسطس 2005 من ديبورتيفو كالي الكولومبي.
في 31 أكتوبر 2007، وقع زاباتا وأندريا دوسينا، ورومان أريمنكو وسيموني بيبي عقوداً جديدة حتى يونيو 2012.
كريستيان زاباتا كان يلعب في المنتخب الكولمبي لِما دون - 20 عامًا في بطولة العالم لكرة القدم عام 2005 وقد خسر أمام الأرجنتين في دور الـ 16.
أنتقل عام 2011 إلى نادي فياريال الإسباني، وانتقل بعدها إلى نادي ميلان الإيطالي في 8 أغسطس 2012.

## روابط خارجية
- كريستيان زاباتا على موقع الاتحاد الدولي (مؤرشف)  (الإنجليزية)
- كريستيان زاباتا على موقع الاتحاد الأوربي (الإنجليزية)
- كريستيان زاباتا على موقع قاعدة بيانات كرة القدم.إي يو (الإنجليزية)
- كريستيان زاباتا على موقع ناشيونال فوتبول تيمز (الإنجليزية)
- كريستيان زاباتا على موقع Soccerbase.com (لاعب) (الإنجليزية)
- كريستيان زاباتا على موقع Soccerway.com (الإنجليزية)
- كريستيان زاباتا على موقع عالم كرة القدم.نت (الإنجليزية)
- كريستيان زاباتا على موقع AS.com (الإسبانية)